# Alguien te mira (2010)
Alguien te mira é uma telenovela estadunidense produzia e exibida pela Telemundo entre  8 de setembro de 2010 e 25 de fevereiro de 2011
É um remake da telenovela chilena de mesmo nome exibido pela TVN em 2007.
Foi protagonizada por Danna García e Christian Meier com atuações estrelares de David Chocarro, Geraldine Bazán, Yül Burkle e Angélica Celaya e antagonizada por Rafael Amaya.

## Sinopse
Chicago, 2010: Piedad, Julián e Benjamín, médicos e ex-colegas de faculdade são sócios da Chicago Advanced Clinic, uma clínica de estética. Anos antes na faculdade, eles também estudaram com Rodrigo Quintana, que logo após se formar foi fazer residência na Europa.  
O que eles não esperaravam era que Rodrigo retornasse, trazendo consigo várias lembranças do passado. Enquanto Quintana optou por um estilo de vida austero em um consultório rural, seus amigos acumularam uma pequena fortuna operando aos olhos da alta sociedade. Sua volta também causa uma quebra na rotina de Piedad, que vai descobrir que, apesar de tudo, Rodrigo continua sendo o grande amor de sua vida.
Enquanto isso, uma série de assassinatos de mulheres começou a ocorrer. O assassino atrai mulheres com praticamente o mesmo perfil social e econômico para matá-las. Todos são suspeitos e apenas um deles é o verdadeiro assassino. Eles chamam isso de El cazador.

## Elenco
- Danna García - Piedad Estévez Montenegro
- Christian Meier - Rodrigo Quintana Millán
- Rafael Amaya - Julián García Correa / Daniel Vidal
- David Chocarro - Benjamín Morandé
- Geraldine Bazán - Tatiana Wood
- Ximena Duque - Camila Wood
- Karla Monroig - Matilde Larraín
- Angélica Celaya - Eva Zanetti
- Yül Burkle - Mauricio Ostos
- Carolina Tejera - Valeria Stewart
- Rodrigo de la Rosa - Pedro Pablo Peñafiel
- Diana Franco - Dolores «Lola» Morandé
- Cynthia Olavarría - Lucía «Lucy» Saldaña[3]
- Carlos Garin - Ángel Maldonado
- Evelin Santos - Luisa Carvajal
- Alba Raquel Barros - Yoyita
- Iván Hernández - Jiménez
- Andrés Mistage - Amador Sánchez
- Roberto Gatica - Benjamin Morandé Jr
- Andrés Cotrino - Emilio García Larraín
- Sofía Sanabria - Amparo Zanetti
- Emily Alvarado - Isidora Morandé
- Yami Quintero - Ángela Argento
- Andrés Mercado - Javier Wood
- Markel Berto - Renato
- Marta González Liriano - María Gracia Carpenter
- Arianna Coltellacci - Blanca Gordon
- Victoria del Rosal - Amalia Vieyra
- Zuleyka Rivera - Rocío Lynch Wood
- Riczabeth Sobalvarro - Daniela Franco
- Jorge Hernández - Edward James Sandberg
- Héctor Soberón - Daniel Vidal
- Carlos Cuervo - Gonzalo Zanetti
- Susana Pérez - Fernanda Larraín
- Elvira Romero - Sara Lobos
- Cristina Figarola - Fabiola Correa de García
- Viviana Méndez - Aura Pimentel

## Versões
- Alguien te mira telenovela chilena produzida em 2007 e criada por Pablo Illanes.